# Stachusried
Stachusried (Hammerhof) ist ein Ortsteil des Marktes Markt Indersdorf, der circa 46 Kilometer nordwestlich von München im oberbayerischen Landkreis Dachau liegt.

## Geschichte
Der zur Pfarrei Weichs gehörende Weiler „Starchantsried“ („sumpfiger Wohnplatz eines Starkhand“) wurde um 1200 durch Arnold von Aufhausen (Weichs) an das Kloster Scheyern übergeben, er bestand bis ins 18. Jahrhundert aus einem Hof. Ab 1730 schrieb man statt Stachusried „Hammerhof“, kam aber in neuerer Zeit wieder zur ursprünglichen Benennung zurück.